# ميخائيل تورنر (مسير أعمال)
ميخائيل تورنر (بالإنجليزية: Michael Turner)‏ هو مسير أعمال بريطاني، ولد في 5 أغسطس 1948.

## وصلات خارجية
- ميخائيل تورنر على موقع إن إن دي بي (الإنجليزية)